# Back on the Chain Gang

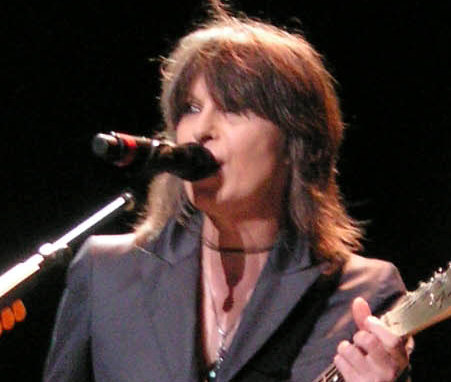
Chrissie Hynde

Back on the Chain Gang ist ein von Chrissie Hynde geschriebenes und von ihrer Band The Pretenders aufgenommenes Lied, das im September 1982 als Single veröffentlicht wurde. Der Song wurde auch auf dem Soundtrack-Album The King of Comedy im März 1983 veröffentlicht und war auf dem nächsten Album der Pretenders, Learning to Crawl, im Januar 1984 enthalten.
Back on the Chain Gang stieg Anfang Oktober 1982 in die Billboard-Charts ein und erreichte Platz 5 der Hot 100 und war damit der größte Hit der Band in den USA. Der Song erreichte auch Platz 4 der Billboard Hot Mainstream Rock Tracks und Platz 17 der UK Singles Chart. Die B-Seite der Single enthielt das Lied My City Was Gone, das später in den USA ein beachtlicher Hit wurde.

## Komposition
Hynde schrieb Back on the Chain Gang als Ode an ihren damaligen Freund Ray Davies, bevor es textlich als Hommage an den verstorbenen James Honeyman-Scott umgedeutet wurde. Der Song wurde während der angespannten Beziehung von Chrissie Hynde mit Ray Davies geschrieben und aufgenommen, als sie im dritten Monat mit ihrer Tochter schwanger war. Ihre schwierige Beziehung endete ein halbes Jahr später.
In einem Interview der Serie In the Studio with Redbeard aus dem Jahr 2009 sagte Hynde: „In den frühen Tagen waren wir voller Enthusiasmus und wollten die gleichen Dinge ... und alles lief gut ... es schien zu einfach ... ich war mit jemandem zusammen, in den ich verliebt war ... dann wurde ich schwanger.“
Sie beschrieb die Arbeit an „Back on the Chain Gang“ mit Honeyman-Scott. Nur einen Monat, bevor der Song aufgenommen wurde, feuerten die Pretenders den Bassisten Pete Farndon. Wenige Tage später starb der Leadgitarrist Honeyman-Scott an einer versehentlichen Überdosis Drogen. Farndon starb einige Monate später ebenfalls an einer Überdosis Drogen. Hynde erzählte: „Zwei Tage später ist Jimmy [Honeyman-Scott] tot ... Ganz plötzlich ging alles den Bach runter ... Ich war traumatisiert über den Verlust meiner beiden besten Freunde ... Ich musste zwei Mitglieder der Band ersetzen – um meine besten Freunde zu ersetzen.“
Back on the Chain Gang bekam für Hynde mit dem Tod ihres Freundes und dem Zwang, neue Bandmitglieder zu finden, eine tiefere Bedeutung. Sie erklärte, dass „ich [den Song] in gewisser Weise [James Honeyman-Scott] gewidmet habe ... Jimmy war ein großer Bewunderer von Billy Bremner ... Als wir „Back on the Chain Gang“ aufnehmen mussten – nun, ich wusste, dass Billy und Robbie [McIntosh] diejenigen waren, die Jimmy gerne dabei gehabt hätte, also brauchte ich nicht darüber nachzudenken.“
Die hämmernden Geräusche und der Chain-Gang-Gesang, der im Refrain des Songs zu hören ist, erinnern an das Lied Chain Gang von Sam Cooke aus dem Jahr 1960.
In einem Interview mit Guitar World im Jahr 1992 sagte George Harrison, dass Back on the Chain Gang einen Akkord verwendet, den er für das Beatles-Lied I Want to Tell You „erfunden“ hatte: „Das ist ein E7 mit einem F oben drauf, und ich bin wirklich stolz darauf, weil ich diesen Akkord erfunden habe... Meines Wissens gibt es nur einen anderen Song, bei dem jemand diesen Akkord geklaut hat – Chrissie Hynde und die Pretenders bei 'Back on the Chain Gang'.“

## Aufnahme
Back on the Chain Gang wurde aufgenommen, kurz nachdem James Honeyman-Scott, der Gitarrist der Pretenders, am 16. Juni 1982 im Alter von 25 Jahren an einer Überdosis Drogen gestorben war. Er starb zwei Tage, nachdem die Pretenders ihren langjährigen Bassisten Pete Farndon wegen seines Drogenproblems gefeuert hatten. Am 20. Juli 1982 begann die Band mit den Aufnahmen des Songs in den AIR Studios in London. Zu diesem Zeitpunkt waren nur noch zwei Pretenders übrig: die Sängerin und Songschreiberin Chrissie Hynde, die im dritten Monat mit ihrer ersten Tochter schwanger war, und der Schlagzeuger Martin Chambers. Chambers sagte 1983 in einem Interview über den Song: „Wir hatten ihn viel mit Jimmy geprobt und dachten, er würde eine ziemlich gute Single werden.“
Für die Aufnahmen wurden weitere Musiker engagiert: der Lead-Gitarrist Billy Bremner von Rockpile, der Gitarrist Robbie McIntosh und der Bassist Tony Butler, der bereits für eine Big-Country-Aufnahme im Studio war. Produzent war Chris Thomas, der der Band von früheren Aufnahmen der Pretenders bekannt war.
Der größte Teil des Songs wurde schnell aufgenommen, wobei die Band im Studio dicht beieinander stand, als ob sie live spielen würde, und Chambers’ Schlagzeug auf einem Podest stand. Das Gitarrensolo von Bremner wurde in einem Take eingespielt. Später, allein im Studio, wie sie es bevorzugte, sang Hynde ihre Hauptgesangslinie mit drei oder vier Overdubs, um kleinere Fehler zu korrigieren. Dann nahm sie ihre eigenen Backing Vocals auf. Der Rest des Gesangs wurde schließlich von Chambers und Butler eingesungen, zusammen mit dem Gesang der Kettenbande. Das Geräusch von klappernden Hämmern wurde durch das Zusammenschlagen verschiedener Metallteile erzeugt, insbesondere der 11 kg schweren Gewichte, die im Studio für große Auslegerständer verwendet wurden. Die Aufnahme zusätzlicher Teile für den Song und der abschließende Mischprozess dauerten noch mehrere Tage.

## Rezeption
Der Kritiker von Ultimate Classic Rock, Matt Wardlaw, bewertete den Song als den zweitbesten Song der Pretenders aller Zeiten und sagte, dass er „in Anbetracht des Themas einen trügerisch fröhlichen Ton beibehält“.

## Musikvideo
Das Musikvideo zeigt Hynde und Chambers, die beiden Pretenders, die zu diesem Zeitpunkt noch übrig waren.
Das Video wurde von Don Letts gedreht und beginnt mit Aufnahmen von Menschen, die in den Himmel springen, bevor es in eine Aufnahme von Menschen übergeht, die über die London Bridge laufen; Chambers ist in der Menge, während Hynde ihn vom Geländer der Waterloo Bridge aus beobachtet. Sie folgt ihm. Chambers kommt an einem Gebäude an und geht in ein Büro; sobald er den Bildschirm verlässt, betritt Hynde den Raum und während sie weitergeht, löst sich das „Büro“ auf und bildet den Hintergrund für eine Kettenbande, die mit Spitzhacken an Kreidefelsen arbeitet. Hynde geht durch den Steinbruch; sie sieht, dass Chambers bei der Kettenbande ist. Weitere Aufnahmen von springenden Menschen wechseln sich mit weiteren Aufnahmen von Menschen ab, die über die Brücke gehen.